# کاستلار (پیمونت)
کاستلار (به ایتالیایی: Castellar) یک کومونه در ایتالیا است که در استان کونیو واقع شده‌است. کاستلار ۳٫۸ کیلومتر مربع مساحت و ۲۵۳ نفر جمعیت دارد.